# Kasten Antell
Pehr Kasten Samuel Antell, född 12 maj 1845 i Helsingfors, död där 20 juni 1906, var en finländsk militär och politiker.

## Biografi
Kasten Antell var son till guvernören och geheimerådet Samuel Henrik Antell (1810–1874) och Fanny Alexandra Helena Wallenius (1820–1856). Han gifte sig 1872 med Emilia Sophie de la Chapelle (1853–1919). Kurt Antell var deras son.
Antell ägnade sig åt den militära banan, men tog 1876 avsked som överste. Han var medlem av lantdagen (representerade Svenska partiet) sedan 1877, och deltog i utskottsarbetet, bland annat i statsutskottet sedan 1888, städse i kamp för landets konstitutionella oberoende. Omkring sekelskiftet var Antell livligt sysselsatt på olika poster, bland annat med frågan om allmän värnplikt, till vilken han var motståndare. Lantdagen 1900 var han vice lantmarskalk. 1904–1905 var han ordförande i särskilda besvärsutskottet, och från december 1905 fram till sin död chef för senatens finansexpedition. Antell var även 1884–1903 verkställande direktör för Finlands hypoteksförening. 1889–1904 var han ordförande i Nylands och Tavastehus läns lantbrukssällskap samt 1889 och 1900–1903 vice ordförande respektive ordförande i Helsingfors stadsfullmäktige.
Genom äktenskapet med Emilia de la Chapelle kom han från 1872 att äga Tjusterby herrgård, vilken ännu är i släktens ägo.